# Alphonse d’Ornano
Alphonse d’Ornano (* 1548 in Bastelica; † 21. Januar 1610 in Balagny), Ritter der königlichen Orden, war ein französischer Heerführer korsischer Abstammung. Er wurde 1595 Marschall von Frankreich.

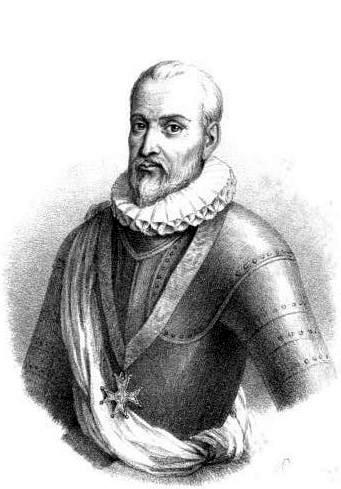
Alphonse d’Ornano

## Leben
Alphonse war der älteste Sohn des korsischen Freiheitskämpfers Sampiero Corso, genannt Bastelica, und der Vanina d’Ornano. Er wurde am Hof Heinrichs II. von Frankreich als enfant d’honneur erzogen, gab den Namen Bastelica auf und nahm den Namen seiner Mutter Ornano an.
Unter Heinrich III. war er Generaloberst (colonel général) der Korsen und diente dem König mit unverbrüchlicher Treue. Nach dessen Tod war er einer der ersten, die Heinrich IV. unterstützten und als rechtmäßigen König anerkannten. Zu dessen Diensten verbündete er sich mit Lesdiguières und dem Connétable Henri de Montmorency und brachte Lyon, Grenoble und Valence unter königliche Hoheit. Wegen diese Dienste ernannte ihn Heinrich IV. am 5. Januar 1595 zum Ritter vom heiligen Geist (chevalier de Saint Esprit) und zum Generalstatthalter der Dauphiné. Am 6. September desselben Jahres erhob er ihn zum Marschall von Frankreich. Im Oktober 1597 wurde er Generalstatthalter im Gouvernement von Guienne.
Alphonse d’Ornano starb am 21. Januar 1610, im 62. Lebensjahr, in Balagny. Sein Leichnam wurde nach Bordeaux gebracht und in der Kirche de la Mercy beigesetzt.

## Nachkommen
Alphonse d’Ornano heiratete 1576 Marguerite Louise de Grasse, einzige Tochter des Durand de Grasse, seigneur de Flassans. Aus der Ehe gingen drei Töchter und vier Söhne hervor. Der älteste, Jean-Baptiste, comte de Montlaur (1581–1626), wurde 1626 ebenfalls Marschall von Frankreich.